# Nicasina Rossaert
Nicasina Rossaert (11 oktober 1999) is een Belgische atleet, die gespecialiseerd is in het hoogspringen.

## Biografie
Rossaert nam in 2015 deel aan EJOF in Tbilisi.
Ze was aangesloten bij Atletiekclub Waasland (ACW) en stapte over naar Vilvoorde Atletiek Club (VAC).

## Persoonlijke records
Outdoor
| Onderdeel    | Prestatie | Datum       | Plaats     |
| ------------ | --------- | ----------- | ---------- |
| hoogspringen | 1,79 m    | 28 mei 2023 | Amstelveen |

Indoor
| Onderdeel    | Prestatie | Datum            | Plaats |
| ------------ | --------- | ---------------- | ------ |
| hoogspringen | 1,79 m    | 11 februari 2024 | Gent   |

## Palmares
hoogspringen
- 2015: 16de Europees Olympisch Jeugdfestival in Tbilisi – 1,65 m
- 2017:  BK AC – 1,71 m
- 2024:  BK indoor AC – 1,79 m